# Mark Volman
Mark Volman (Los Angeles, 19 april 1947) is een Amerikaanse rockzanger, -gitarist en songwriter, vooral bekend als een van de oprichters van The Turtles. Volman werd een opvallend figuur toen hij zich aansloot bij The Mothers of Invention onder leiding van Frank Zappa. Soms heeft hij tijdens zijn carrière het pseudoniem "Flo" (afkorting van "Phlorescent Leech") gebruikt, samen met zijn vriend en partner Howard Kaylan. Ze gebruikten soms de artiestennamen Flo & Eddie.

## Biografie
Volman werd geboren in Los Angeles, Californië op 19 april 1947. Hij groeide op in Westchester, een buitenwijk van Los Angeles, waar hij optrad in zijn eerste band The Crossfires en afstudeerde aan de Westchester High School in 1965. Zijn vader was joods en zijn moeder was katholiek.
In 2015 vierden Kaylan en Volman hun 50-jarig toerjubileum en geven ze meer dan 60 concerten per jaar, aangekondigd als The Turtles ... Featuring Flo & Eddie met hun Happy Together Toer, een klassieke show in revue-formaat met een aantal populaire bands van het muzikale tijdperk van midden tot eind jaren 1960. Tijdens deze toer in 2015 werd bij Volman keelkanker vastgesteld, maar in 2016 werd hij kankervrij verklaard. Volgens The Hollywood Reporter hebben Volman en Kaylan de aanklacht geleid tegen het niet-gecompenseerd gebruik van hun muziek en gebruikmakend van op staat gebaseerde verduistering, conversatie en oneerlijke concurrentieclaims, omdat geluidsopnamen pas in 1972 vielen onder federale auteursrechtbescherming.

## Academia
In 1992, op 45-jarige leeftijd, begon Volman aan zijn bachelordiploma aan de Loyola Marymount University. Hij was een actief studentlid van het koor en een grondlegger van de California Chi-afdeling van de Sigma Phi Epsilon broederschap. Volman studeerde af met een Bachelor of Arts diploma in 1997 magna cum laude en was de klasafscheidsspreker. Tijdens de toespraak leidde hij de afgestudeerden in een refrein van Happy Together. CBS Evening News behandelde Volmans afstuderen en interviewde zijn ouders, die perplex waren over de academische prestaties van hun zoon.
Volman behaalde een master in Fine Arts met de nadruk op scenarioschrijven in 1999, ook van Loyola. Sinds die tijd heeft hij cursussen Music Business & Industry gegeven op de afdeling Communicatie en Schone Kunsten van Loyola. Hij heeft ook cursussen gegeven in het Commercial Music Program aan het Los Angeles Valley College. Hij is momenteel een universitair hoofddocent en coördinator van het Entertainment Industry Studies Program aan de Belmont University, aan het Mike Curb College of Entertainment and Music Business en geeft seminars over de muziekindustrie voor verschillende academische instellingen van junior high school tot universitair niveau. Daarnaast biedt hij advies over muziekzaken en entertainment via de website Ask Professor Flo.

## Privéleven
Volman trouwde in januari 1967 op de middelbare school met Patricia Lee Hickey en ze waren 25 jaar getrouwd. Het echtpaar kreeg twee dochters, Sarina Marie en Hallie Rae Volman. Volman trouwde in 2000 met zijn tweede vrouw Emily.

## Discografie

### Flo & Eddie
- 1974: Flo & Eddie: Illegal, Immoral and Fattening
- 1981: Flo & Eddie: Rock Steady

### Als achtergrondzanger
- 1970: T. Rex: T. Rex (alleen Seagull Woman)
- 1971: T. Rex: Electric Warrior
- 1971: The Mothers of Invention: Fillmore East
- 1972: The Mothers of Invention: Just Another Band from L.A.
- 1972: T. Rex: The Slider
- 1972: John Lennon: Some Time in New York City (live jam)
- 1973: Roger McGuinn: Peace on You
- 1975: Ray Manzarek: The Whole Thing Started with Rock’n’Roll
- 1976: Stephen Stills: Illegal Stills
- 1979: California Dreaming (soundtrack)
- 1980: Alice Cooper: Flush the Fashion
- 1980: Bruce Springsteen: Hungry Heart
- 1980: Blondie: Autoamerican
- 1981: Al Stewart: Live/Indian Summer
- 1989: Jefferson Airplane: Jefferson Airplane
- 1991: Bruce Springsteen: Live
- 1992: Ramones: Mondo Bizarro
- 1992: Yoko Ono: Ono Box
- 1993: Steely Dan: Citizen Steely Dan